# 佐藤涼子
佐藤 涼子（さとう りょうこ、1963年〈昭和38年〉7月25日 - ）は、日本の歌手、ボイストレーナー。愛称は、りょんりょん、Ryon2。山形県庄内町出身。国立音楽大学声楽科卒業。

## 概要
国立音楽大学声楽科卒業。二期会オペラスタジオ32期生として学び、オペラやミュージカルの舞台で活躍後、クラシック音楽の枠を越えて活動の幅を広げる。
その後、レコーディング、TV、ライブ、CM音楽に、ゴスペルコーラスとして参加。「心技体」すべてを重んじる独自の「歌道りょんりょん流」のボイストレーニングを、数多くのプロのアーティスト(歌手、声優、俳優、タレント)に行なっており、NHK紅白歌合戦に出場したアーティストは、80人以上にものぼる。

## 来歴
1963年（昭和38年）、山形県庄内町に造り酒屋の末っ子（兄・姉1人）として生まれる。音楽一家で4歳からピアノを習う。山形県立酒田東高等学校、国立音楽大学声楽科卒業。二期会オペラスタジオ32期生として学び、オペラやミュージカルの舞台で活躍。その頃からミュージシャンとしてメジャーデビューを夢みる。芸能プロダクションからは何度もメジャーデビューの話が出ては消えてが続いて壁にぶつかった。お金がないため20代からアルバイト的にボイストレーナーを始める。専門学校で教室を持ち、生徒たちから「卒業しても歌を教えてよ」と次々に言われて、アルバイト感覚で指導。私生活では23歳の時に結婚するも2年後に離婚。以降は独身。
1993年（平成5年）、30歳でゴスペル歌手・亀渕友香率いるコーラスグループのメンバーとなり数々のステージ、TVに出演。その頃、亀渕に誘われ、本格的にボイストレーナーとなる。
1998年（平成10年）、35歳で独立し、自身のレッスンスタジオを開校。2009年（平成21年）には直弟子がレッスンを担当する第二教室「Ryon's voice farm Pace（旧・Due）」を開校。一般の方からデビュー前の育成・プロのアーティストまで幅広く歌唱指導活動を展開している。クラシック音楽の枠を越えて活動の幅を広げ、レコーディング、TV、ライブ、CM音楽に、ゴスペルコーラスとして参加。
2012年（平成19年）初の著書『驚くほど声がよくなる！歌が上手くなる！カリスマボイストレーナーりょんりょんのボイストレーニング』、2022年（令和4年）二冊目の著書『欠点は美点 誰にでもある魅力の伸ばし方）を出版。
現在、「心技体」すべてを重んじる独自の「歌道～りょんりょん流～」のボイストレーニングを、数多くのプロのアーティスト（歌手、声優、俳優、タレント）に行っている。
基礎を固め、個性は守り、声力と歌唱力を上げ、表現力のバリエーションをも広げるレッスンには定評があり、音楽関係者や芸能関係者より絶大なる信頼を得ている。Mr.Children・桜井和寿、SEKAI NO OWARI、LiSAなど、名だたるトップアーティストが絶大の信頼を寄せるボイストレーナー。
過去10年間でNHK紅白歌合戦に出場したアーティストは、60人以上にものぼる。2021年（令和3年）現在でボイストレーナー歴32年目であり、これまでに1000人以上を指導。

## 人物
- 実父（他界）は大のJAZZファンで、マイルス・デイヴィスが大好き。実母はクラシック愛好者。実兄は音楽家の道を目指したこともあるピアニスト[1]。
- 幼少時代、実姉が弾くピアノの音色に合わせて歌をうたうのが好きな少女だった。将来は荒井由実（松任谷由実）のようなシンガーソングライターを夢見ていた[1]。
- 造り酒屋の娘。酒屋の名前は「鯉川酒造」で実兄が現在社長を務めている[3]
- 拠点は自身が経営するレッスンスタジオ。1日6〜7人のアーティストがお忍びで訪れる。そのジャンルはJ-POPやロック、ヒップホップなど多岐にわたる[4]。
- モットーは、「声や歌は【心技体】すべてが繋がっている」[4]
- 愛猫家[3]

## 主な担当アーティスト

### あ行
- 青山テルマ[5]
- 猪狩翔一（tacica）[5]
- 井上竜馬（SHE'S）[5]
- ichigo（岸田教団&THE明星ロケッツ）
- 一志（Kagrra,）
- 今市隆二（三代目 J SOUL BROTHERS from EXILE TRIBE）[6]
- ウエンツ瑛士[7]
- エンドウアンリ（PELICAN FANCLUB）[5]
- 大木伸夫（ACIDMAN）[5]
- 大黒摩季[8]
- 大原櫻子[9]

### か行
- 片寄涼太(GENERATIONS from EXILE TRIBE)
- カナタタケヒロ（lego big morl）[5]
- 川谷絵音（Indigo la End、ゲスの極み乙女。）[5]
- 蟻（キミノオルフェ）[5]
- 木村カエラ[2][5]
- 久保賢二（メレンゲ）[5]
- 黒田俊介（コブクロ）[5]
- KEIGO・KOHSHI（FLOW）[5]
- こがけん[10]
- 小林祐介（THE NOVEMBERS）[5]
- 小高芳太朗（ランクヘッド）[5]

### さ行
- 斎藤宏介（UNISON SQUARE GARDEN）[5]
- 桜井和寿（Mr.Children）[1][2]
- 渋谷龍太（SUPER BEAVER）[5]
- 志村正彦（フジファブリック）[5]
- 菅原卓郎（9mm Parabellum Bullet）[5]
- Jose（TOTALFAT）[5]
- SKY-HI[5]
- 杉本雄治（WEAVER）[5]
- Superfly[2][5]
- Shun（TOTALFAT）[5]
- SHOGO（175R）[5]

### た行
- DAIGO（BREAKERZ）[5]
- ダイスケはん（マキシマム ザ ホルモン）[5]
- 高津戸信幸（Dirty Old Men）[5]
- 高橋みなみ[5]
- TAKUYA∞（UVERworld）[5]
- 逹瑯（ムック）[5]
- 谷村有美[5]
- ちゃんみな[1][2]
- 超特急[11]
- 土屋礼央（RAG FAIR）[5]

### な行
- Nakajin（SEKAI NO OWARI）[5]
- 西寺郷太（NONA REEVES）[5]

### は行
- 橋本絵莉子（チャットモンチー）[5]
- 波多野裕文（People In The Box）[5]
- ファーストサマーウイカ[1]
- Fukase（SEKAI NO OWARI）[1][2][5]
- 藤井風[2]
- BE:FIRST[2]

### ま行
- MAZZEL
- マオ（シド）[5]
- MICRO（HOMEMADE家族）[5]
- 宮田和弥（JUN SKY WALKER(S)）[5]
- 雅-miyavi-[5]
- May J.[12][5]
- May'n[5]
- momocashew（Mili）[5]
- 森重樹一（ZIGGY、The DUST'N'BONEZ）[5]

### や行
- 山田将司（THE BACK HORN）[5]
- 山村隆太（flumpool）[5]
- 吉井和哉 （THE YELLOW MONKEY）[5]

### ら行
- LiSA[1][2][5]
- れをる （REOL）[要出典]

### わ行
- 和田唱（TRICERATOPS）[5]

ほか

## 著書
- 『驚くほど声がよくなる! 歌が上手くなる! カリスマボイストレーナーりょんりょんのボイストレーニング（DVD付き）』（東京書店） 2012年10月2日 ISBN 978-4-88574-680-2
- 『欠点は美点 誰にでもある魅力の伸ばし方』（KADOKAWA） 2022年7月4日 ISBN 978-4048974226

## 出演

### テレビ
日本テレビ
- メレンゲの気持ち - 伊野尾慧（Hey！Say！JUMP）と野間口徹を指導[11]
- バズリズム - バカリズムを指導[8]
- たった1問で分かる！カリスマテスト - 徳井義実と大杉漣を指導[11]
- ぐるナイ新婚ゴチ＆美男美女もスキ旅SP - ナインティナインとゲストを指導[11]
- 誰だって波瀾爆笑 - 中山秀征を指導[11]
- news every. - May J.を指導[8]
- スッキリ - SKY-HI主催オーディション『THE FIRST』を指導[8]
- Who is Princess? - オーディション番組の審査員[8]
- MUSIC BLOOD - 田中圭と千葉雄大もやっているオタケビ発声法を披露[8]
- 熱唱!ミリオンシンガー - 審査員[8]
- No No Girls - トレーナー[13]

TBSテレビ
- 中居正広の金曜日のスマたちへ - レット・イット・ゴー (ディズニーの曲)歌唱指導。アナウンサー山本匠晃を指導[8][11]
- ぴったんこカン・カンスペシャル - 林修先生とアナウンサー安住紳一郎を指導。シェフ川越達也とアナウンサー安住紳一郎を指導[8][11]
- さんまのSUPERからくりTV - サザエオールスターズ、並木瑠璃を指導[11]
- オビラジR[11]

フジテレビ
- 笑っていいとも！
- ノンストップ! - 誰でも簡単に歌がうまくなる“りょんりょん流カラオケの法則（コツ・練習方法）”を紹介[8][11]
- ハモネプ♪ジャパンカップ〜最終予選〜 - 審査員兼アドバイザー[11]

テレビ朝日
- お願い！ランキング - スマホで審査 全国歌うまオーディションの審査員兼アドバイザー[11]
- 中居正広のミになる図書館 - 滑舌指導[11]
- 雨上がり決死隊のトーク番組アメトーーク! - 品川祐を指導[11]
- 今夜、誕生!音楽チャンプ[11]
- 関ジャム 完全燃SHOW[11]
- 関ジャニの仕分け∞ - May J.を指導[11]

テレビ東京
- ソレダメ！～あなたの常識は非常識！？～ - カラオケで高音が出ないと時の裏ワザを指導[11]
- ～応援ドキュメンタリー番組～Crossroad  -「アーティストを支えるカリスマボイストレーナー佐藤涼子の人気の秘密と魅力に迫った。」に出演[8][11]

毎日放送
- 情熱大陸 - 桜井和寿、Fukase、LiSA、ちゃんみななど歌唱指導の現場密着[1][8]

東海テレビ
- オトナ養成所 バナナスクール - バナナマンと大島麻衣を指導[11]

朝日放送
- エージェントWEST! - ジャニーズWESTを指導[11]

その他
- 千原ジュニアの鼓膜（SPACE SHOWER TV） - 千原ジュニアを指導[11]

### ラジオ
NHKラジオ第1放送
- 私も一言 夕方ニュース[11]

J-WAVE
- 音楽プロデューサー亀田誠治「BEAT PLANET」[11]

山形YBCラジオ
- ゲツキンラジオ ぱんぱかぱ〜ん[11]

### 新聞
- 毎日新聞[4]
- 山形新聞[11]

### 雑誌
- 別冊カドカワ総力特集TUBE[11]

### 書籍
- HAPPY・MUSIC・WORK―ミュージシャンと一緒に働きたい!（2005年3月1日、ぴあ）ISBN 978-4885746802 ※音楽業界の最先端で働く35人の1人として紹介